# 穆夫提
穆夫提（阿拉伯语：‎，羅馬化：muftī；波斯語：‎，羅馬化：muftī；鄂圖曼土耳其語：‎，羅馬化：müftî），是負責解釋伊斯蘭教法的學者，他們也是烏理瑪和教法官，有權發布伊斯蘭教令。

## 資格
- 熟悉阿拉伯语
- 精通法理學原則
- 對社會現實有足夠認識
- 精通比較宗教學
- 掌握社會科學的基礎
- 掌握伊斯蘭教法的目的
- 熟悉聖訓
- 熟悉法律格言